# Clara Rockmore
Clara Rockmore nata Reisenberg (Vilnius, 9 marzo 1911 – New York, 10 maggio 1998) è stata una musicista lituana, considerata la maggior thereminista della storia.

## Biografia
Clara nacque a Vilnius nel Governatorato di Vil'na (poi diventata parte della Lituania). Bambina prodigio, entrò al conservatorio di San Pietroburgo all'età di cinque anni. Cominciò a studiare violino con Leopold Auer e resta lo studente più giovane mai ammesso a quel conservatorio. Fu costretta ad abbandonare presto lo studio del violino a causa di problemi alle ossa dovuti alla malnutrizione. Questa privazione la portò alla ricerca di un nuovo strumento che individuò nel theremin, diffusosi proprio in quegli anni prima in Russia e poi negli Stati Uniti d'America.
Clara Rockmore poteva contare, rispetto ai suoi colleghi, su un'approfondita conoscenza della teoria musicale e su un orecchio assoluto che aveva esercitato sin dalla nascita.
Tutto ciò contribuì ad una precisione esecutiva notevole in uno strumento come il theremin che non ha riferimenti tattili o visivi, ma solo uditivi.
Ebbe il privilegio di studiare direttamente con Léon Theremin nei primi anni della commercializzazione dello strumento negli Stati Uniti d'America. Proprio grazie al suo contributo lo strumento fu migliorato con una più rapida risposta del volume, una maggiore estensione di note ed un tono del suono più caldo. Lo stesso Theremin lavorò allo strumento che Rockmore portava in giro nei teatri. La base dalla quale Léon Theremin partì per la realizzazione di dette modifiche fu un theremin della RCA. Detto strumento, che venne realizzato unicamente per Clara Rockmore, talvolta viene anche soprannominato "Claramin".
La Rockmore sviluppò una propria tecnica esecutiva basata sul movimento delle dita e della mano ("fingering") che le permise accuratezza e velocità di esecuzione anche nei passaggi più rapidi. Questa soluzione evitava il tipico portamento utilizzato dai suoi colleghi. Clara Rockmore riuscì ad elevare il theremin - fino ad allora utilizzato per effetti speciali e nella creazione di atmosfere cupe - alla dignità di strumento musicale classico, con timbri che vanno dal violoncello alla voce umana. Dopo una lunga carriera, Clara morì a New York il 10 maggio 1998. Fu sposata all'avvocato Robert Rockmore e in seguito al matrimonio ne assunse il cognome.

## Discografia parziale
- 1977 - The Art of the Theremin
- 2006 - Clara Rockmore's Lost Theremin Album

## Filmografia parziale
- Martin, Steven M. (Director), Theremin: An Electronic Odyssey, MGM, 1995.
- Moog, Robert (Producer), Clara Rockmore: The Greatest Theremin Virtuosa, Moog Music and Little Big Films, 1998.
- Moog, Robert (Producer), Two Theremin Classics, Moog Music and Little Big Films, 2005 (archiviato dall'url originale il 2 ottobre 2009).